# Thaisa Serafini
Thaisa Serafini (* 14. Februar 1985 in Caxias do Sul) ist eine ehemalige brasilianische Squashspielerin.

## Karriere
Thaisa Serafini spielte von 2007 bis 2018 auf der PSA World Tour und gewann auf dieser zwei Titel. Ihre höchste Platzierung in der Weltrangliste erreichte sie mit Rang 56 im Dezember 2012. Mit der brasilianischen Nationalmannschaft nahm sie an mehreren Panamerikameisterschaften und Panamerikanischen Spielen sowie an den Südamerikaspielen 2010 teil. Bei den Südamerikaspielen gewann sie im Doppel mit Tatiana Borges Bronze, während sie mit der Mannschaft die Silbermedaille gewann. 2012 wurde sie im Einzel Vize-Panamerikameisterin hinter Diana García. Sie vertrat Brasilien auch bei den World Games 2013 in Cali, wo sie im Achtelfinale gegen Natalie Grinham ausschied.

## Erfolge
- Vize-Panamerikameister: 2012
- Südamerikaspiele: 1 × Silber (Mannschaft 2010), 1 × Bronze (Doppel 2010)
- Gewonnene PSA-Titel: 2